# Badania rynku
Badania rynku – zespół czynności polegających na gromadzeniu informacji o zjawiskach i procesach na rynku, ich przyczynach, stanie aktualnym i tendencjach rozwojowych. Celem badań rynku jest zdobycie informacji o kształtowaniu się mechanizmów rynkowych takich, jak popyt, podaż, ceny, zachowania i preferencje konsumentów, działania konkurencji, funkcjonowanie systemu dystrybucji, sprzedaży itp. Badania rynku są częścią badań marketingowych.
Prowadzenie badań rynku zarówno polepsza pozycje konkurencyjną przedsiębiorstwa jak i jest zalecane przez normy ISO 9000.

## Typologia
Badania rynku można podzielić według kilku kryteriów, w tym ze względu na:
- Horyzont czasowy

1. analizy rynku, czyli poznanie aktualnych i przeszłych zjawisk, czynników i procesów rynkowych
2. prognozowania, czyli przewidywanie trendów i przyszłej sytuacji na rynku.

- Metodykę zbierania danych

1. badania jakościowe służące zrozumieniu przyczyn zachowań i ich dokładnemu opisowi
2. badania ilościowe służące dostarczeniu wskaźników charakteryzujących powszechność zjawiska

- Typ analizowanych danych

1. badania pierwotne - wykorzystujące dane powstające na użytek danego badania
2. badania wtórne - reinterpretacja danych powstałych wcześniej

- Sposób organizacji badania

1. wewnętrzne - wykorzystujące dane istniejące w firmie (np. sprzedaż, liczba reklamacji) bez odwoływania się do danych zewnętrznych
2. zewnętrzne - korzystające z danych spoza firmy - zarówno urzędowych (np. GUS) jak i dostarczanych przez firmy zajmujące się badaniami rynku. Dane pochodzące od agencji badawczych można podzielić na dane syndykatowe (czyli zbierane podczas jednego projektu badawczego a następnie sprzedawane wielu firmom - np. panel gospodarstw domowych) i ad hoc (czyli zbierane na użytek konkretnego klienta).

- Cel badania

1. badania eksploracyjne - opisujące zachowania, potrzeby, wartości, styl życia, wzorce konsumpcji itd.
2. badania testowe - testy nowych produktów
3. badania cenowe - służące określeniu elastyczności cenowej i optymalnej ceny
4. badania marki - służące określeniu siły i wizerunku marki
5. badania segmentacyjne - służące określeniu użytkowników produktu / usługi i ich podzieleniu na segmenty
6. badania struktury rynku
7. panele gospodarstw domowych - służące pokazaniu zmian w konsumpcji, głównie produktów FMCG
8. badania mediów - służące określeniu zwyczajów konsumpcji mediów (prasa, radio, TV, internet itd.)
9. badania zachowań przy półce sklepowej
10. badania reklamy - służące testowaniu reklamy na różnym stopniu jej powstawania, jej zauważalności i skuteczności, a także badania tzw. szumu medialnego
11. badania satysfakcji klientów
12. badania satysfakcji pracowników
13. badania kanałów dystrybucji
14. badania syndykatowe
15. badania User Experience (UX)
16. badanie jakości obsługi klienta (mystery shopping, mystery calling)

W badaniach rynku są często wykorzystywane metody badawcze zaczerpnięte z badań opinii publicznej, psychologii i socjologii.
Osoby zajmujące się zawodowo badaniami rynku są zrzeszone w Europejskim Stowarzyszeniu ESOMAR, w Polsce działa też PTBRiO - Polskie Towarzystwo Badaczy Rynku i Opinii oraz stowarzyszenie firm badających rynek OFBOR.